# Idris Gawr
Idris Gawr (latino: Idrus, inglese: Ider; 560 – 632) fu sovrano del Meirionydd (nel Galles).

## Biografia
Fu ucciso in battaglia da Oswald del Regno di Northumbria nel 632 (lungo il Severn). Gli succedette il figlio Swalda, sul cui conto non si hanno notizie.